# Carla Vallet
Carla Vallet (* in Madrid) ist eine Sängerin.

## Werdegang
Vallet wurde in Spanien als Tochter einer US-Amerikanerin und eines französischen Jazzmusikers geboren. Für den Soundtrack zur Anime-Serie Cowboy Bebop arbeitete sie mit der japanischen Komponistin Kanno Yōko zusammen.
Ihren kommerziellen Durchbruch schaffte Vallet im Herbst 2005 mit der Single Streets Of Tomorrow. Der Track wurde von Leslie Mandoki für die Werbekampagne für den Audi-Geländewagen Q7 produziert. Weltpremiere des Songs war während der IAA 2005 in Frankfurt am Main. Im November 2005 stieg die Single in die deutschen Charts ein.